# Danilo Marcondes
Danilo Marcondes de Souza Filho é um filósofo brasileiro, amplamente reconhecido por seus estudos em filosofia da linguagem, ética aplicada, história da filosofia e epistemologia

## Carreira
Danilo possui graduação (1975) e mestrado (1977) em Filosofia pela Pontifícia Universidade Católica do Rio de Janeiro (PUC-Rio), e doutorado em Filosofia pela University of St Andrews (1980). Em 2008 foi Directeur d’études associé na Maison des Sciences de l’Homme (Paris, França). Em 2009 foi Visiting researcher na Brown University, Providence, RI, EUA e em 2011 (janeiro-fevereiro) Professeur invité na Université de Paris-X. Foi presidente da North American Association for the History of the Languages Sciences de 2010-2012 e coordenador de área de Filosofia/Teologia na Capes (2011-2014).
Com mais de trinta anos de experiência no magistério, atualmente é professor associado da Universidade Federal Fluminense (UFF) e professor titular da PUC-Rio. Coordena o projeto interdisciplinar Ética e Realidade Atual. Atua também na área de ética aplicada com palestras, consultorias, artigos para jornais, e vídeos no Youtube. 

## Publicações
Danilo é autor de sucessos editoriais como Iniciação À História da Filosofia, Dicionário Básico de Filosofia (com Hilton Japiassú),  Textos Básicos de Linguagem,Iniciação à História da filosofia, Textos Básicos de Ética, e Textos Básicos de Linguagem. Escreveu ainda Language and Action: A Reassessment of Speech Act Theory (Ed. John Benjamins, Londres, 1984).

### Livros
- Marcondes, D. / Souza Filho, D.M.. "Iniciação À História da Filosofia". Rio de Janeiro: Jorge Zahar, 1997. 298p .
- Marcondes, D. / Souza Filho, D.M.. "Language And Action: A Reassessment Of Speech Act Theory". Amsterdam/Philadelphia: John Benjamins, 1984. 165p
- Marcondes, D. / Souza Filho, D.M.; JAPIASSU, H. . "Dicionário Básico de Filosofia". 3a. ed. Rio de Janeiro: Jorge Zahar Ed., 1996. 265p .
- Marcondes, D. / Souza Filho, D.M.. "Textos Básicos de Linguagem: de Platão a Foucault". Rio de Janeiro: Jorge zahar Editor, 2010. 138p .
- Marcondes, D. / Souza Filho, D.M.. "A Verdade". 1a.. ed. São Paulo: Martins Fontes, 2014. 85p .
- Marcondes, D. / Souza Filho, D.M.; STRUCHINER, N. . "Textos Básicos de Filosofia do Direito". 1a. ed. Rio de Janeiro: Zahar, 2015. 188p .
- Marcondes, D. / Souza Filho, D.M.. "Textos básicos de filosofia e história das ciências". 1. ed. Rio de Janeiro: Zahar, 2016.
- Marcondes, D. / Souza Filho, D.M.. "As Armadilhas da Linguagem". 1. ed. Rio de Janeiro: Zahar, 2017. v. 1. 118p .